# Cesonia bixleri
Cesonia bixleri är en spindelart som beskrevs av Norman I. Platnick och Mohammad U. Shadab 1980. Cesonia bixleri ingår i släktet Cesonia och familjen plattbuksspindlar. Inga underarter finns listade i Catalogue of Life.